# Collare dell'Indipendenza
Il Collare dell'Indipendenza è la più alta onorificenza del Qatar.

## Storia
L'onorificenza venne fondata nel 1978 per commemorare l'indipendenza raggiunta dal Qatar dal Regno Unito il 3 settembre 1971.
Esso viene conferito a capi di Stato stranieri in carica o decaduti, a piacimento dell'emiro.

## Insegne
Il collare è realizzato in oro e consiste in una catena alternata da alcuni cerchi in oro. Otto di questi cerchi riportano lo stemma dello Stato del Qatar, una nave tradizionale, un pozzo petrolifero, una palma, un arco e una freccia, lo stemma del Collegio dell'Educazione, una costruzione moderna, il porto di Doha ed un impianto di fertilizzazione. Sei altri tondi hanno inscritto in diwani: Religione - Scienza - Giustizia - Ordine - Lavoro - Morale. Il collare termina con un tenente composto da quattro perle e due rubini con un medaglione riportante l'emblema di stato. Attorno al medaglione si trova un anello con inscritto "Stato del Qatar - Collare dell'Indipendenza".